# Associazione mondiale degli interpreti delle lingue dei segni
L'Associazione mondiale degli interpreti delle lingue dei segni (WASLI; in lingua inglese World Association of Sign Langage Interpreters) è un'associazione degli interpreti della lingua dei segni nel mondo.

## Storia
Fondata nel 2003 alla 14ª conferenza del World Federation of the Deaf in Canada. È membro fondatore di EFSLI.

## Membri
| Continente | Sigla | Denominazione ufficiale                               |
| ---------- | ----- | ----------------------------------------------------- |
| Africa     |       |                                                       |
| America    |       |                                                       |
| Asia       |       |                                                       |
| Europa     | EFSLI | Forum europeo degli interpreti delle lingue dei segni |
| Oceania    |       |                                                       |